# Choisir la cause des femmes
Choisir la cause des femmes (auch kurz Choisir) ist eine Frauenrechtsorganisation mit Sitz in Paris, Frankreich. Es ist eine Nichtregierungsorganisation.

## Geschichte
Anfang der 1970er Jahre nahm in Frankreich der Kampf gegen das Abtreibungsgesetz von 1920 zu, nach dem sowohl der Schwangerschaftsabbruch als auch die Werbung für und der Verkauf von Empfängnisverhütungsmitteln unter Strafe gestellt war. Am 5. April 1971 erschien im Nachrichtenmagazin Le Nouvel Observateur die öffentliche Erklärung Un appel de 343 femmes („Ein Aufruf von 343 Frauen“, auch bekannt als Le Manifeste des 343 Salopes, „Das Manifest der 343 Schlampen“), in dem 343 Frauen bekannten: „J’ai avorté“ („Ich habe abgetrieben“). Zu den Unterzeichnerinnen gehörten die Schriftstellerin und Philosophin Simone de Beauvoir, die Schauspielerinnen Jeanne Moreau und Catherine Deneuve sowie die Schriftstellerinnen Marguerite Duras, Colette Audry und Françoise Sagan.
Im Juli 1971 wurde der Verein Choisir la cause des femmes gegründet. Zu den Gründungsmitgliedern gehörten Simone de Beauvoir, die Rechtsanwältin Gisèle Halimi, die Schriftstellerin Christiane Rochefort, der Biologe und Schriftsteller Jean Rostand und der Biochemiker Jacques Monod. Simone de Beauvoir war die erste Präsidentin, sie wurde 1981 von Gisèle Halimi abgelöst. Ursprüngliche Ziele des Vereins waren die Abschaffung des Abtreibungsgesetzes von 1920, freie und kostenlose Verhütungsmittel und eine kostenlose Rechtsverteidigung für Frauen, die wegen Schwangerschaftsabbruchs verklagt wurden.
1972 übernahm Choisir la cause des femmes in Bobigny die Verteidigung eines sechzehnjährigen Mädchens, das nach einer Vergewaltigung abgetrieben hatte. Der Prozess initiierte eine Meinungsänderung, die 1975 mit dem Veil-Gesetz zu einer Revision des Abtreibungsgesetzes von 1920 führte.
Die Ziele von Choisir la cause des femmes wurden umfassender und betreffen allgemein Frauenrechte wie den Kampf gegen Vergewaltigung, körperliche und moralische Gewalt, den Kampf gegen die Benachteiligung von Frauen, um berufliche Gleichheit und gegen Diskriminierung in der Arbeitswelt und den Kampf um eine bessere Vertretung der Frauen in der Gesellschaft.
Choisir la cause des femmes ist mit Beraterstatus bei den Vereinten Nationen vertreten und Mitglied des globalen Netzwerkes Abolition 2000 zur Abschaffung von Nuklearwaffen

## Publikationen
- Giselè Halimi (Hrsg.): Le programme commun des femmes. Choisir la cause des femmes. Grasset, Paris 1978, ISBN 2-246-00572-8.
- Quel président pour les femmes? Résponses de François Mitterrand. Gallimard, Paris 1981, OCLC 9324101.
- Giselè Halimi: Femmes. Moitié de la terre, moitié du pouvoir. Gallimard, Paris 1994, ISBN 2-07-073789-6.
- Le procès de Bobigny. Sténotypie intégrale des débats du Tribunal de Bobigny, 8 novembre 1972. Gallimard, Paris 2006, ISBN 2-07-077515-1.

Die Organisation gab ein Journal heraus, das 1973 bis 1976 unter dem Titel Choisir und von 1977 bis 2011 unter dem Titel Choisir la cause des femmes. Fondé par Simone de Beauvoir et Gisèle Halimi erschien. Die bisher letzte Ausgabe erschien im Mai 2011 (Nr. 113).